# The Principle of Evil Made Flesh
The Principle of Evil Made Flesh — дебютный студийный альбом английской метал-группы Cradle of Filth, выпущенный в 1994 году. Журнал Metal Hammer включил The Principle of Evil Made Flesh в 200 лучших рок-альбомов всех времён.

## Список композиций
1. Darkness Our Bride (Jugular Wedding) — 02:00
2. The Principle of Evil Made Flesh — 04:35
3. The Forest Whispers My Name — 05:06
4. Iscariot — 02:33
5. The Black Goddess Rises — 06:48
6. One Final Graven Kiss — 02:15
7. A Crescendo of Passion Bleeding — 05:30
8. To Eve the Art of Witchcraft — 05:28
9. Of Mist and Midnight Skies — 08:10
10. In Secret Love We Drown — 01:29
11. A Dream of Wolves in the Snow — 02:10
12. Summer Dying Fast — 05:39
13. Imperium Tenebrarum — 00:49

## Участники записи
- Дэни Филт — вокал
- Пол Аллендер — гитара
- Пол Райан — гитара
- Робин "Грэйвз" Иглстоун[англ.] — бас
- Бенджамин Райан — клавишные
- Николас Баркер — ударные
- Андреа Меир — вокал